# Division 1 (Bélgica) 1966-67
La Primera División de Bélgica 1966/67 fue la 64.ª temporada de la máxima competición futbolística en Bélgica.

## Tabla de posiciones
| Pos | Equipo                 | PJ | PG | PE | PP | GF | GC | Pts | DG  | Notas                                                |
| --- | ---------------------- | -- | -- | -- | -- | -- | -- | --- | --- | ---------------------------------------------------- |
| 1   | RSC Anderlechtois      | 30 | 20 | 7  | 3  | 63 | 12 | 47  | +51 | Clasificado a la Copa de Campeones de Europa 1967-68 |
| 2   | RFC Brugeois           | 30 | 21 | 3  | 6  | 62 | 33 | 45  | +29 | Clasificado a la Copa de Ferias 1967-68              |
| 3   | RFC Liégeois           | 30 | 16 | 7  | 7  | 43 | 27 | 39  | +16 | Clasificado a la Copa de Ferias 1967-68              |
| 4   | Standard Club Liégeois | 30 | 15 | 7  | 8  | 50 | 34 | 37  | +16 | Clasificado a la Recopa de Europa 1967-68            |
| 5   | Royal Antwerp FC       | 30 | 11 | 10 | 9  | 34 | 27 | 32  | +7  | Clasificado a la Copa de Ferias 1967-68              |
| 6   | K. Sint-Truidense V.V. | 30 | 12 | 7  | 11 | 43 | 41 | 31  | +2  |                                                      |
| 7   | KSV Waregem            | 30 | 9  | 12 | 9  | 28 | 27 | 30  | +1  |                                                      |
| 8   | Daring Club Bruxelles  | 30 | 8  | 11 | 11 | 41 | 47 | 27  | -6  |                                                      |
| 9   | Lierse S.K.            | 30 | 9  | 8  | 13 | 34 | 39 | 26  | -5  |                                                      |
| 10  | Beerschot              | 30 | 9  | 8  | 13 | 47 | 55 | 26  | -8  |                                                      |
| 11  | Beringen FC            | 30 | 7  | 12 | 11 | 43 | 46 | 26  | -3  |                                                      |
| 12  | KFC Malinois           | 30 | 7  | 12 | 11 | 36 | 45 | 26  | -9  |                                                      |
| 13  | Racing White           | 30 | 7  | 11 | 12 | 35 | 48 | 25  | -13 |                                                      |
| 14  | R. Charleroi S.C.      | 30 | 7  | 11 | 12 | 32 | 49 | 25  | -17 |                                                      |
| 15  | La Gantoise            | 30 | 7  | 8  | 15 | 31 | 56 | 22  | -25 | Descenso a la Segunda División de Bélgica            |
| 16  | Tilleur FC             | 30 | 6  | 4  | 20 | 26 | 62 | 16  | -38 | Descenso a la Segunda División de Bélgica            |

PJ = Partidos jugados; PG = Partidos ganados; PE = Partidos empatados; PP = Partidos perdidos; GF = Goles a favor; GC = Goles en contra; Pts = Puntos; DG = Diferencia de goles